# Stàraia Lebejaika
Stàraia Lebejaika (en rus: Старая Лебежайка) és un poble de l'óblast de Saràtov, a Rússia, segons el cens del 2010 tenia 198 habitants. Pertany al districte municipal de Khvalinsk.